# Inishowen
Inishowen (en irlandés: Inis Eoghain) es una península del condado de Donegal y la segunda de Irlanda, sólo precedida por la península de Iveragh en el condado de Kerry, al suroeste del país. Antedata la formación del condado del cual forma parte en varios siglos.

## Geografía

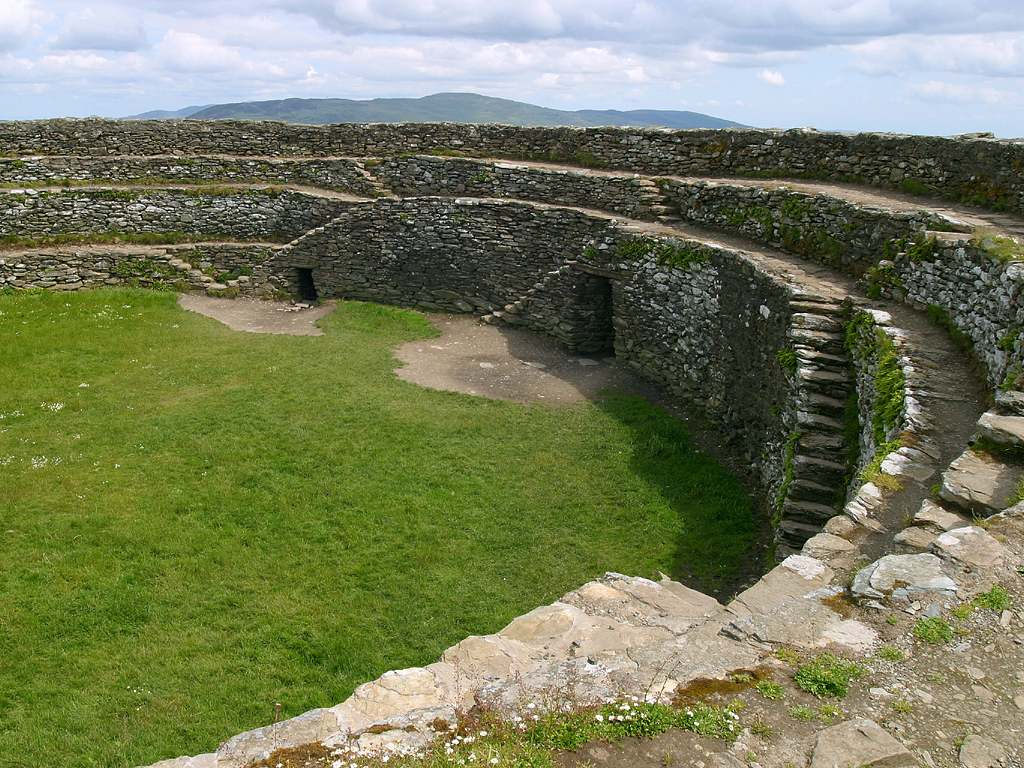
El Grianán de Aileach es un fuerte de piedra que se halla en la península de Inishowen.

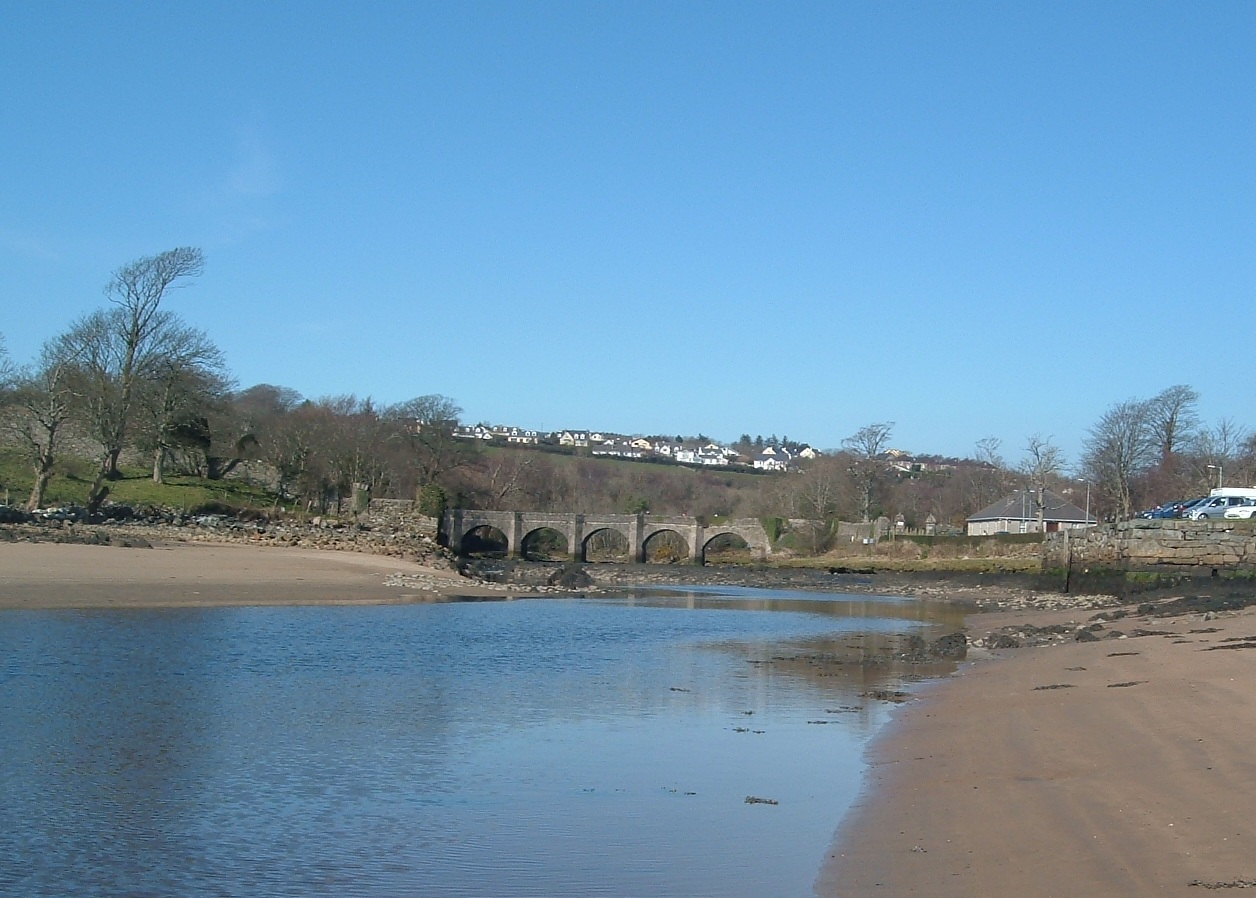
Buncrana es la mayor ciudad de Inishowen y la segunda del Condado de Donegal.

Inishowen es una península de 884,33 km², situada en el extremo norte de Irlanda. Limita por el norte con el océano Atlántico, al este con el Lough Foyle y al oeste con el Lough Swilly. Se une por el sur con el resto del condado de Donegal, la parte conocida como Tír Conaill, y con el condado de Derry. Históricamente, el área de Derry al oeste del río Foyle también forma parte de Inishowen, ya que el Foyle conforma su frontera natural. La mayoría de la población de Inishowen habita en las áreas costeras periféricas mientras que el interior consiste en pequeñas colinas, con abundancia de pantanos. La mayor de estas colinas se llama Sliabh Sneacht (del irlandés montaña nevada) que tiene una altura de 619 metros sobre el nivel del mar. Otras colinas principales se localizan en la península de Malin Head así como en las colinas de Urris, al oeste de Inishowen. Debido a su geografía, Inishowen suele tener condiciones atmosféricas suaves, con temperaturas ligeramente superiores al resto de Irlanda en verano y ligeramente más cálidas en invierno, especialmente durante periodos gélidos.
Inishowen tiene varios puertos, algunos de los cuales se usan para fines pesqueros, como el de Greencastle, Bunagee y Leenan. Un ferry estacional cruza el Foyle y conecta Greencastle con Magilligan, en Derry, mientras que otro cruza el Swilly y conecta Buncrana con Rathmullan. La localidad de Fahan se ha construido un puerto deportivo privado.
Hay varias pequeñas islas cercanas a las costas de Inishowen, destacando las islas de Inishtrahull y Glashedy, ambas deshabitadas, aunque la primera estuvo habitada a principios del siglo XX. Inch, en el Swilly, técnicamente ya no es una isla, dado que se ha construido una calzada elevada que la conecta con tierra firme en Tooban, al sur de Fahan.
El Swilly es un lough con forma de fiordo y tuvo importancia estratégica en los años del Imperio británico como puerto de profundidad. El Foyle es importando dado que es la entrada del río Foyle y la ciudad de Derry, pero es mucho menos profundo que el Swilly y requiere que los barcos que entran y salen del puerto de Derry hagan uso de una barca guía.

### Localidades de Inishowen
Las principales localidades de Inishowen son:
- Ballyliffin, Buncrana, Bridgend, Burnfoot, Burt
- Carndonagh, Carrowmenagh, Clonmany, Culdaff
- Dunaff
- Fahan
- Glengad, Gleneely, Greencastle
- Killea
- Malin, Malin Head, Moville, Muff
- Newtowncunningham
- Redcastle
- Quigley's Point

## Demografía
Según el último censo de Irlanda, en 200, Inishowen contaba con 31.802 habitantes, un crecimiento del 8,4% respecto a 1996. Buncrana es la mayor ciudad de Inishowen y contaba en 2006 con una población de 3.394 habitantes en su área urbana.